# Gournay
Gournay ist eine französische Gemeinde mit 280 Einwohnern (Stand: 1. Januar 2022) im Département Indre in der Region Centre-Val de Loire; sie gehört zum Arrondissement La Châtre und zum Kanton Neuvy-Saint-Sépulchre. Die Einwohner werden Gournaysiens genannt.

## Geographie
Gournay liegt etwa 28 Kilometer südsüdöstlich von Châteauroux am Fluss Auzon. Nachbargemeinden von Gournay sind Buxières-d’Aillac im Norden, Neuvy-Saint-Sépulchre im Osten, Mouhers im Südosten, Cluis im Süden, Maillet im Westen und Südwesten sowie Bouesse im Westen und Nordwesten.

## Bevölkerungsentwicklung
| Jahr                      | 1962 | 1968 | 1975 | 1982 | 1990 | 1999 | 2006 | 2013 |
| Einwohner                 | 420  | 355  | 279  | 299  | 289  | 283  | 329  | 314  |
| Quelle: Cassini und INSEE |      |      |      |      |      |      |      |      |

## Sehenswürdigkeiten
- Kirche Saint-Julien